# Конин (нэнго)
Конин (яп. 弘仁 ко:нин, всесторонняя человечность) — девиз правления (нэнго) японских императоров Саги и Дзюнна с 810 по 824 год .

## Продолжительность
Начало и конец эры:
- 19-й день 9-й луны 5-го года Дайдо (по юлианскому календарю — 20 октября 810 года);
- 5-й день 1-й луны 15-го года Конин (по юлианскому календарю — 8 февраля 824 года).

## События
- 816 год (7-й год Конин) — открытие монахом Кукаем монастыря Конгобу-дзи на горе Коя-сан; учреждение «стражи порядка» кэбэиси;
- 820 год (11-й год Конин) — завершение свода поправок к основному законодательству: сборники «Конинкяку» (яп. 弘仁格) и «Конин сикки» (яп. 弘仁式);
- 822 год (13-й год Конин) — составлен сборник буддистских рассказов «Нихон рёйки» (яп. 日本現報善悪霊異記);
- 30 мая 823 года (17-й день 4-й луны 14-го года Конин) — император Сага отрёкся от престола и передал трон своему младшему брату, третьему сыну императора Камму. Через некоторое время он прошёл церемонию интронизации под именем император Дзюнна[6].

## Сравнительная таблица
Ниже представлена таблица соответствия японского традиционного и европейского летосчисления. В скобках к номеру года японской эры указано название соответствующего года из 60-летнего цикла китайской системы гань-чжи. Японские месяцы традиционно названы лунами.
| 1-й год Конин (Металлический Тигр)   | 1-я луна*      | 2-я луна              | 3-я луна* | 4-я луна  | 5-я луна*              | 6-я луна  | 7-я луна   | 8-я луна*              | 9-я луна    | 10-я луна              | 11-я луна* | 12-я луна*   |                          |
| ------------------------------------ | -------------- | --------------------- | --------- | --------- | ---------------------- | --------- | ---------- | ---------------------- | ----------- | ---------------------- | ---------- | ------------ | ------------------------ |
| Юлианский календарь                  | 8 февраля 810  | 9 марта               | 8 апреля  | 7 мая     | 6 июня                 | 5 июля    | 4 августа  | 3 сентября             | 2 октября   | 1 ноября               | 1 декабря  | 30 декабря   |                          |
| 2-й год Конин (Металлический Кролик) | 1-я луна       | 2-я луна*             | 3-я луна* | 4-я луна  | 5-я луна*              | 6-я луна  | 7-я луна   | 8-я луна*              | 9-я луна    | 10-я луна              | 11-я луна* | 12-я луна    | 12-я луна (високосная) * |
| Юлианский календарь                  | 28 января 811  | 27 февраля            | 28 марта  | 26 апреля | 26 мая                 | 24 июня   | 24 июля    | 23 августа             | 21 сентября | 21 октября             | 20 ноября  | 19 декабря   | 18 января 812            |
| 3-й год Конин (Водяной Дракон)       | 1-я луна       | 2-я луна*             | 3-я луна* | 4-я луна  | 5-я луна*              | 6-я луна  | 7-я луна*  | 8-я луна               | 9-я луна    | 10-я луна              | 11-я луна* | 12-я луна    |                          |
| Юлианский календарь                  | 16 февраля 812 | 17 марта              | 15 апреля | 14 мая    | 13 июня                | 12 июля   | 11 августа | 9 сентября             | 9 октября   | 8 ноября               | 8 декабря  | 6 января 813 |                          |
| 4-й год Конин (Водяная Змея)         | 1-я луна*      | 2-я луна              | 3-я луна* | 4-я луна* | 5-я луна               | 6-я луна* | 7-я луна   | 8-я луна*              | 9-я луна    | 10-я луна              | 11-я луна* | 12-я луна    |                          |
| Юлианский календарь                  | 5 февраля 813  | 6 марта               | 5 апреля  | 4 мая     | 2 июня                 | 2 июля    | 31 июля    | 30 августа             | 28 сентября | 28 октября             | 27 ноября  | 26 декабря   |                          |
| 5-й год Конин (Деревянная Лошадь)    | 1-я луна       | 2-я луна*             | 3-я луна  | 4-я луна* | 5-я луна*              | 6-я луна  | 7-я луна*  | 7-я луна* (високосная) | 8-я луна    | 9-я луна               | 10-я луна* | 11-я луна    | 12-я луна                |
| Юлианский календарь                  | 25 января 814  | 24 февраля            | 25 марта  | 24 апреля | 23 мая                 | 21 июня   | 21 июля    | 19 августа             | 17 сентября | 17 октября             | 16 ноября  | 15 декабря   | 14 января 815            |
| 6-й год Конин (Деревянная Коза)      | 1-я луна       | 2-я луна*             | 3-я луна  | 4-я луна* | 5-я луна*              | 6-я луна  | 7-я луна*  | 8-я луна*              | 9-я луна    | 10-я луна*             | 11-я луна  | 12-я луна    |                          |
| Юлианский календарь                  | 13 февраля 815 | 15 марта              | 13 апреля | 13 мая    | 11 июня                | 10 июля   | 9 августа  | 7 сентября             | 6 октября   | 5 ноября               | 4 декабря  | 3 января 816 |                          |
| 7-й год Конин (Огненная Обезьяна)    | 1-я луна       | 2-я луна*             | 3-я луна  | 4-я луна  | 5-я луна*              | 6-я луна* | 7-я луна   | 8-я луна*              | 9-я луна*   | 10-я луна              | 11-я луна  | 12-я луна*   |                          |
| Юлианский календарь                  | 2 февраля 816  | 3 марта               | 1 апреля  | 1 мая     | 31 мая                 | 29 июня   | 28 июля    | 27 августа             | 25 сентября | 24 октября             | 23 ноября  | 23 декабря   |                          |
| 8-й год Конин (Огненный Петух)       | 1-я луна       | 2-я луна*             | 3-я луна  | 4-я луна  | 4-я луна* (високосная) | 5-я луна  | 6-я луна*  | 7-я луна               | 8-я луна*   | 9-я луна               | 10-я луна* | 11-я луна*   | 12-я луна                |
| Юлианский календарь                  | 21 января 817  | 20 февраля            | 21 марта  | 20 апреля | 20 мая                 | 18 июня   | 18 июля    | 16 августа             | 15 сентября | 14 октября             | 13 ноября  | 12 декабря   | 10 января 818            |
| 9-й год Конин (Земляная Собака)      | 1-я луна       | 2-я луна*             | 3-я луна  | 4-я луна  | 5-я луна*              | 6-я луна  | 7-я луна*  | 8-я луна               | 9-я луна*   | 10-я луна              | 11-я луна* | 12-я луна    |                          |
| Юлианский календарь                  | 9 февраля 818  | 11 марта              | 9 апреля  | 9 мая     | 8 июня                 | 7 июля    | 6 августа  | 4 сентября             | 4 октября   | 2 ноября               | 2 декабря  | 31 декабря   |                          |
| 10-й год Конин (Земляная Свинья)     | 1-я луна*      | 2-я луна              | 3-я луна* | 4-я луна  | 5-я луна*              | 6-я луна  | 7-я луна*  | 8-я луна               | 9-я луна    | 10-я луна*             | 11-я луна  | 12-я луна*   |                          |
| Юлианский календарь                  | 30 января 819  | 28 февраля            | 30 марта  | 28 апреля | 28 мая                 | 26 июня   | 26 июля    | 24 августа             | 23 сентября | 23 октября             | 21 ноября  | 21 декабря   |                          |
| 11-й год Конин (Металлическая Крыса) | 1-я луна       | 1-я луна (високосная) | 2-я луна* | 3-я луна* | 4-я луна*              | 5-я луна  | 6-я луна   | 7-я луна*              | 8-я луна    | 9-я луна               | 10-я луна* | 11-я луна    | 12-я луна*               |
| Юлианский календарь                  | 19 января 820  | 18 февраля            | 19 марта  | 17 апреля | 16 мая                 | 14 июня   | 14 июля    | 13 августа             | 11 сентября | 11 октября             | 10 ноября  | 9 декабря    | 8 января 821             |
| 12-й год Конин (Металлический Бык)   | 1-я луна       | 2-я луна*             | 3-я луна* | 4-я луна  | 5-я луна*              | 6-я луна  | 7-я луна*  | 8-я луна               | 9-я луна    | 10-я луна*             | 11-я луна  | 12-я луна    |                          |
| Юлианский календарь                  | 6 февраля 821  | 8 марта               | 6 апреля  | 5 мая     | 4 июня                 | 3 июля    | 2 августа  | 31 августа             | 30 сентября | 30 октября             | 28 ноября  | 28 декабря   |                          |
| 13-й год Конин (Водяной Тигр)        | 1-я луна       | 2-я луна*             | 3-я луна* | 4-я луна* | 5-я луна               | 6-я луна* | 7-я луна*  | 8-я луна               | 9-я луна    | 9-я луна* (високосная) | 10-я луна  | 11-я луна    | 12-я луна                |
| Юлианский календарь                  | 27 января 822  | 26 февраля            | 27 марта  | 25 апреля | 24 мая                 | 23 июня   | 22 июля    | 20 августа             | 19 сентября | 19 октября             | 17 ноября  | 17 декабря   | 16 января 823            |
| 14-й год Конин (Водяной Кролик)      | 1-я луна*      | 2-я луна              | 3-я луна* | 4-я луна* | 5-я луна               | 6-я луна* | 7-я луна*  | 8-я луна               | 9-я луна    | 10-я луна*             | 11-я луна  | 12-я луна    |                          |
| Юлианский календарь                  | 15 февраля 823 | 16 марта              | 15 апреля | 14 мая    | 12 июня                | 12 июля   | 10 августа | 8 сентября             | 8 октября   | 7 ноября               | 6 декабря  | 5 января 824 |                          |
| 15-й год Конин (Деревянный Дракон)   | 1-я луна*      | 2-я луна              | 3-я луна  | 4-я луна* | 5-я луна*              | 6-я луна  | 7-я луна*  | 8-я луна*              | 9-я луна    | 10-я луна*             | 11-я луна  | 12-я луна    |                          |
| Юлианский календарь                  | 4 февраля 824  | 4 марта               | 3 апреля  | 3 мая     | 1 июня                 | 30 июня   | 30 июля    | 28 августа             | 26 сентября | 26 октября             | 24 ноября  | 24 декабря   |                          |

* звёздочкой отмечены короткие месяцы (луны) продолжительностью 29 дней. Остальные месяцы длятся 30 дней.